# رزمری فورسایت
رزماری فورسایت (انگلیسی: Rosemary Forsyth؛ زادهٔ ۶ ژوئیهٔ ۱۹۴۳) هنرپیشه آمریکایی-کانادایی است. وی از سال ۱۹۶۳ میلادی تاکنون مشغول فعالیت بوده‌است.
او در فیلم گری لیدی غرق شد بازی کرده است.